# Last Concert in Japan
Last Concert in Japan е концертен албум на британската хардрок група Deep Purple, издаден през март 1977 г. Това е последния запис на четвъртя състав (Ковърдейл/Болин/Хюз/Лорд/Пейс) на групата в Япония. Отделни части от концерта са заснети на филм и са включени във видеото Rises Over Japan (1985), издадено само в Япония. Удължена версия на Last Concert in Japan е издадена на Cd през 2001, под името "This Time Around: Live in Tokyo".
Преди концерта Томи Болин си е инжектирал хероин в лявата ръка, в резултат на което губи чувствителност в нея. Това обяснява защо голяма част от феновете считат това изпълнение за едно от най-слабите на групата. И все пак мненията са разделяни. Едни смятат, че това е слаб период за групата (и специално за Болин), а други смятат, че точно тук си проличава талантът на останалите членове на групата и да докажат, че са на висота (особено основателите Лорд и Пейс, които правят невероятни солови изпълнения).
В оригиналната обложка е вписана и песента Woman from Tokyo, а на практика само кратка част от нея е включена в солото на Лорд. Това предизвиква възмущението на много от феновете на Purple, тъй като от лейбъла нарочно са вписали парчето, за да вдигнат продажбите.

## Състав
- Дейвид Ковърдейл – вокал
- Томи Болин – китара, вокали
- Глен Хюз – бас, вокали
- Джон Лорд – клавишни, орган, беквокали
- Иън Пейс – барабани, перкусия